# Wilhelm Reichert (Ruderer)
Wilhelm Reichert (* 31. März 1896 in Addis Abeba, Kaiserreich Abessinien, heute Äthiopien; † nach 1931) war ein deutscher Ruderer.

## Biografie
Wilhelm Reichert nahm bei den Olympischen Sommerspielen 1928 in Amsterdam mit seinem Verein, dem Mannheimer Ruderverein Amicitia von 1876, in der Achter-Regatta teil. Jedoch konnte das Boot den Finallauf nicht erreichen. Reichert gewann zuerst beim Deutschen Meisterschaftsrudern 1920 Silber im Vierer ohne Steuermann. Zwischen 1928 und 1931 wurde er dann viermal Deutscher Meister im Achter und zweimal im Vierer mit Steuermann.